# オールドトロント
オールド・トロント（英語：Old City of Toronto）は、カナダのオンタリオ州南部に位置するトロント市の前身で1834年から1998年までのトロント市を言う。
アッパーカナダの副総督ジョン・グレイブス・シムコー（John Graves Simcoe）によって1793年8月27日にヨークの町（Town of York）が設立された。そして、1834年3月6日にヨークはトロント市として組織され、1953年4月15日に旧トロント市は新しい行政区メトロポリタン・トロントに含まれる13の都市のひとつとなった。1967年1月1日には新たにフォーレストヒル（Forest Hill）とスウォンジー（Swansea）を吸収合併し、旧トロント市の形ができあがった。1998年1月1日にトロントは周辺の6都市を合併し、新制トロントが誕生したことで旧トロント市は解体された。
旧トロント市内はトロントの「南部地区」や「中心地区」とも呼ばれる。そのほか、特定のエリアを例えば「ファッション地区（"The Fashion District"）」（キング・スパダイナ）や「旧ヨークタウン（"Old Town of York"）」（キング・パーラメント）と名付けられエリアもあり、これらはこの地区の営業的な側面が色濃い。多くの場合は過去の歴史や開拓初期の頃と関連させたもので、近年になって使われ始めたものもある。